# Wilhelm Höttl
Wilhelm Georg Höttl, född 19 mars 1915 i Wien, död 27 juli 1999 i Bad Aussee, var en österrikisk SS-Sturmbannführer och promoverad filosofie doktor. Han var chef inom avdelning VI inom Reichssicherheitshauptamt (RSHA), Tredje rikets säkerhets- och underrättelseministerium. Höttl var även tillförordnad chef för Ausland-SD:s underrättelsetjänst och kontraspionage i centrala och sydöstra Europa.

## Biografi
Höttl var son till guldsmeden Johann Baptist Höttl (1876–1948) och dennes hustru Maria Georgia Josefina, född Renner (1882–1962). Höttl gick med i SS den 1 februari 1934 (SS-nummer 309 510). Den 1 maj 1938 blev han retroaktivt medlem i Nationalsocialistiska tyska arbetarepartiet (NSDAP) (medlemsnummer 6 309 016).
År 1938 avlade Höttl doktorsexamen i historia vid Wiens universitet med avhandlingen Die Anfänge der deutschen Turnerbewegung und die Untersuchung gegen Jahn und seine Mitkämpfer (Begynnelsen till den tyska gymnastikrörelsen och utredningen mot Jahn och hans medkämpar).
År 1944 kommenderades Höttle till Ungern, där han samarbetade med Sondereinsatzkommando Eichmann i förföljelsen av judarna.

### Efter andra världskriget
Den 12 maj 1945 greps Höttl i närheten av Altaussee i Salzkammergut. Vid Nürnbergprocessen 1945–1946 utgjorde han ett av åklagarsidans vittnen. Under efterkrigstiden rekryterades Höttl till den amerikanska underrättelsetjänsten CIC. Därtill grundade han år 1952 Privatmittelschule Bad Aussee i Steiermark.
I samband med rättegången mot Adolf Eichmann i Jerusalem år 1961 beskrev Höttl denne som "dödens speditör".
År 1995 erhöll Höttl – trots högljudda protester från förintelseöverlevare – Land Steiermarks hedersutmärkelse i guld.
År 1997 utgav Höttl självbiografin Einsatz für das Reich.
Wilhelm Höttl kom aldrig att ställas inför rätta för sina misstänkta krigsförbrytelser under andra världskriget.

## Befordringshistorik
- SS-Untersturmführer: 9 november 1937
- SS-Obersturmführer: 20 april 1939
- SS-Hauptsturmführer: 9 november 1940
- SS-Sturmbannführer: 9 november 1943

## Utmärkelser (urval)
Wilhelm Höttls utmärkelser
- Krigsförtjänstkorset av andra klassen med svärd (1943)
- Krigsförtjänstkorset av första klassen med svärd (1943)
- SS-Ehrenring (Totenkopfring)

### Om Höttl
- 2016 - Lowry, Keith (2016) (på engelska). Höttlland: how and why an educated man became and remained a Nazi. [Place of publication not identified]: Keith Lowry. Libris bt9731dd8g5mtvr6. ISBN 9783000515675